# Green Day
Green Day est un groupe de punk rock américain, originaire de Berkeley, en Californie. Formé en 1987 sous le nom de Sweet Children avant de prendre son nom définitif en 1989, le groupe est composé à l'origine du chanteur, guitariste et leader du groupe Billie Joe Armstrong et du bassiste Mike Dirnt, rejoints en 1988 par le batteur John Kiffmeyer, remplacé à partir de 1992 en raison d'une trop faible implication de sa part dans le groupe, par Tré Cool.
À ses débuts, le groupe faisait partie de la scène punk locale de la ville de Berkeley. Leurs deux premiers albums, sortis sur le label indépendant Lookout!, leur permirent de se bâtir une bonne base de fans, mais ils s'en mettront certains à dos lorsqu'ils signèrent avec un label majeur, Reprise Records, en 1993. Ils publient en 1994 l'album Dookie, qui connaîtra un immense succès, avec à ce jour 20 millions de copies vendues aux États-Unis et 25 millions à l'échelle mondiale. Le groupe est reconnu, avec les groupes californiens The Offspring et Rancid, comme étant responsable du retour du punk rock sur la scène populaire aux États-Unis.
Les albums qui suivent, Insomniac, Nimrod et Warning:, publiés entre 1995 et 2000, n'obtiennent pas le succès de masse de Dookie, mais se vendront à près de 17 millions d'exemplaire cumulés. En 2004, le groupe publie l'album American Idiot, un opéra-punk qui obtient un énorme succès populaire avec de nouveau 23 millions d'albums vendus, dont 9 millions rien qu'aux États-Unis, popularisant le groupe auprès d'une nouvelle génération. Suit, en mai 2009, l'album 21st Century Breakdown, un nouvel opéra-rock décrit par les membres du groupe comme encore plus ambitieux que American Idiot. Lui aussi obtient un grand succès grâce à des singles comme 21 Guns, mais n'égalera pas son prédécesseur, avec des ventes estimées à cinq millions d'exemplaires pour cet opus. En 2012, le groupe sort un projet de triple album baptisés ¡Uno!, ¡Dos! et ¡Tré!, qui sera un demi-échec avec « seulement » deux millions d'exemplaires vendus (tous albums confondus). Le douzième album du groupe, Revolution Radio rencontrera plus de succès que la trilogie précédant celui-ci. Il sortira en octobre 2016 et se vendra à 2 millions d'exemplaires dans le monde. Le treizième album Father of All Moterfuckers sortira en février 2020 mais connaitra un succès moindre que son prédécesseur. Le quatorzième album Saviors sort le 19 janvier 2024.
Parmi les chansons les plus connues du groupe, on compte entre autres Longview, Basket Case, When I Come Around, Good Riddance (Time of Your Life), Brain Stew, Minority, Warning, American Idiot, Boulevard of Broken Dreams, Holiday, Wake Me Up When September Ends, Know Your Enemy, 21 Guns, 21st Century Breakdown et Still Breathing.
À ce jour, Green Day aurait vendu plus de 85 millions d'albums à travers le monde, dont plus de 33 millions d'albums aux États-Unis. Ils récoltent de nombreux prix, dont quatre Grammy Awards (meilleur album alternatif pour Dookie, meilleur album rock pour American Idiot, enregistrement de l'année pour Boulevard of Broken Dreams et meilleur album rock pour 21st Century Breakdown).

## Membres

### Membres
- Billie Joe Armstrong – chant, guitare, piano depuis 1987
- Mike Dirnt – basse, piano, chœurs, harmonica depuis 1987
- Tré Cool – batterie, percussions, chant, guitare depuis 1991

### Anciens membres
- Raj Punjabi – batterie, chœurs (1987)[11],[12]
- Sean Hughes – basse, chœurs  (1987–1988)
- John Kiffmeyer « Al Sobrante » – batterie, guitare, 1988–1990
- Jason White – guitare, chœurs 2012–2015

### Musiciens de tournée
- Aaron Cometbus – batterie, chœurs (1990)
- Jason White – guitare, chœurs (1999-2012, depuis 2015)
- Jason Freese – claviers, piano, guitare, trombone, saxophone, accordéon, chœurs (depuis 2003)
- Kevin Preston – guitare (depuis 2019)
- Jeff Matika – guitare, chœurs (2009-2017)
- Timmy Chunks – guitare rythmique (1997-1999)
- Garth Schultz – trombone, trompette (1997-1999)
- Gabrial McNair – trombone, saxophone ténor (1999-2001)
- Kurt Lohmiller – trompette, timbales, percussions, chœurs (1999-2004)
- Mike Pelino – guitare rythmique, chœurs (2004-2005)
- Ronnie Blake – trompette, timbales, percussions, chœurs (2004-2005)

## Biographie

### Débuts et périodeLookout!(1986-1993)
C'est en 1987, à l'âge de 15 ans, que Billie Joe Armstrong et Mike Dirnt, tous deux amis, forment le groupe Sweet Children, avec Armstrong au chant et à la guitare et Dirnt à la basse et aux chœurs. Ils donnèrent leur premier spectacle au Rod's Hickory Pit à Vallejo en Californie, où la mère de Billie Joe travaillait. En 1988, John Kiffmeyer (alias Al Sobrante) rejoint le groupe comme batteur et gérant. Il s'occupe alors de trouver des spectacles au groupe et aide à établir une base de fans.
Larry Livermore, le propriétaire de Lookout! Records, assiste à un concert du groupe et décide de les faire signer sur son label. En raison du mauvais temps, le concert n'avait attiré que cinq personnes, mais Livermore a affirmé que les Sweet Children ont joué « comme s'ils étaient les Beatles au Shea Stadium ». En 1989, ils enregistrent leur premier EP, et décident avant sa sortie de délaisser le nom de Sweet Children pour adopter celui de Green Day (traduit littéralement par « journée verte », qui met à l'honneur le goût prononcé des membres du groupe pour la marijuana, dont ils faisaient alors une consommation régulière).
Lookout! sort le premier album de Green Day, 39/Smooth, au début de l'année 1990. Le groupe enregistre deux autres EP dans le courant de l'année, Slappy et Sweet Children. L'année suivante, Lookout! sort 1,039/Smoothed Out Slappy Hours, une compilation de l'album 39/Smooth, et les EP 1,000 Hours et Slappy. À la fin de 1990, Al Sobrante quitte la région de la East Bay pour aller à l'université. Le batteur des Lookouts, Tré Cool, le remplaça temporairement, mais lorsqu'il devint évident que Sobrante ne prévoyait pas se consacrer à plein temps au groupe, Tré devint le batteur permanent de Green Day. Le groupe tourna pour la plus grande partie de 1992 et 1993 et joua un peu en Europe. Le deuxième album du groupe, Kerplunk!, sorti en 1992, se vendit à environ 50 000 exemplaires aux États-Unis.

### Dookieet succès mondial (1994-1995)
Le succès underground de Kerplunk! amène les labels majeurs à s'intéresser au groupe. Green Day signe avec Reprise en avril 1993, et quitte Lookout! en bons termes. Cette signature avec un label majeur amène certains fans de punk à considérer Green Day comme des « vendus ». Après la signature sur Reprise, le groupe s'attaque à l'enregistrement de leur troisième album, Dookie, avec le producteur Rob Cavallo. Dookie est enregistré en trois semaines et sort en février 1994. L'album traite de sujets comme l'anxiété (Basket Case), l'ennui (Longview), l'amour et la jalousie (Pulling Teeth, Chump) ou encore le passé du groupe (Welcome To Paradise). Il devient un grand succès commercial, aidé par la diffusion en boucle sur MTV des vidéos des chansons Longview, Basket Case et When I Come Around, qui sont tous classés premier des Modern Rock Tracks du Billboard américain. Dookie atteint la 2e place et participe, avec les albums Smash de The Offspring, Punk in Drublic de NOFX (tous sortis en 94) et ...And Out Come the Wolves de Rancid (sorti en 95) à la relance du punk rock aux États-Unis. Le succès de Dookie propulse les ventes de Kerplunk!, qui est certifié disque de platine (50 000 d'exemplaires vendus) aux États-Unis.
La même année, le groupe entreprend une tournée à l'échelle du pays avec le groupe Pansy Division en première partie. Ils participent notamment au festival itinérant Lollapalooza et à Woodstock 94, où ils déclenchèrent une bataille de boue. Pendant le concert, Mike Dirnt se fait frapper par un garde de sécurité qui pensait qu'il était un spectateur qui envahissait la scène et en perd deux dents. Leur performance à Woodstock, vue par des millions de spectateurs à la télévision, leur vaut une bonne publicité et aide Dookie à atteindre le cap de disque de diamant (dix millions d'exemplaires vendus aux États-Unis). En 1995, l'album gagne le Grammy du « meilleur album alternatif », et Basket Case est nommé pour neuf MTV Video Music Award (incluant celui de la vidéo de l'année).
Avec 15 millions d'exemplaires vendus à travers le monde, Dookie reste en date l'album punk rock le plus vendu de l'histoire. En 2003, le magazine Rolling Stone classe l'album à la 193e place dans sa liste des 500 meilleurs albums de tous les temps. Le site web musical AllMusic décrit Dookie comme « une pièce stellaire de punk moderne que beaucoup ont imité mais que personne n'a dépassé. » Beaucoup de groupes déclareront avoir été influencés par l'album, dont entre autres Sum 41, Blink-182, New Found Glory, Good Charlotte, Simple Plan, Yellowcard et Something Corporate.
En 1995, Green Day enregistre avec Rob Cavallo la chanson J.A.R. (Jason Andrew Relva) pour la trame sonore du film Angus. À sa sortie, la chanson atteignit directement la première place du palmarès Modern Rock Tracks du magazine Billboard. L'album Insomniac, toujours produit par Rob Cavallo, parait à l'automne 1995. L'album, qui est plus sombre et plus lourd que son prédécesseur, reflétait la fatigue et l'anxiété qui régnait au sein du groupe en raison de leur soudaine énorme popularité et de leurs concerts trop nombreux. Il traitait de sujets comme la drogue (Geek Stink Breath, Brain Stew), l'anxiété (Panic Song), l'aliénation (Westbound Sign) et contenait une attaque destinée à leur ancienne scène punk qui les avait rejetés à la suite du succès commercial de Dookie (86). L'album obtient de bonnes critiques, et s'il n'obtient pas le succès massif de Dookie, il se vendit tout de même à 2 millions d'exemplaires aux États-Unis et à 5 millions d'exemplaires à travers le monde. Il atteignit la 2e place dans les charts grâce aux singles Geek Stink Breath, Walking Contradiction, Stuck With Me et surtout Brain Stew / Jaded. Pour la pochette de l'album, Green Day utilise une œuvre de l'artiste Winston Smith intitulée God Told Me to Skin You Alive. Ils intitulent l'album Insomniac après avoir demandé à Smith comment il s'y était pris pour réaliser l’œuvre pour la pochette si rapidement et qu'il leur ait répondu : « C'est facile pour moi, je suis un insomniaque ». Le groupe annule ensuite soudainement une tournée de concerts en Europe pour cause de fatigue excessive.

### Nimrod.et déclin commercial (1996-2002)
Après avoir pris une pause pour le reste de 1996, Green Day commença à travailler sur un nouvel album en 1997. Dès le départ, le groupe et le producteur Rob Cavallo s'accordaient pour dire que l'album devait être différent de ses prédécesseurs. Le résultat fut Nimrod., un album où le groupe explora de nouveaux styles musicaux : folk-rock sur Walking Alone, surf sur Last Ride In, ska sur King for a Day et même une ballade acoustique avec des violons, Good Riddance (Time of Your Life). L'album sortit en octobre 1997 et se classa à la 10e place du Billboard 200. Le single Good Riddance (Time of Your Life) remporta un MTV Video Award pour sa vidéo et apparut dans le dernier épisode de la populaire série américaine Seinfeld. La chanson reste encore aujourd'hui l'une des chansons de Green Day les plus connues du grand public. Les autres singles extraits de Nimrod. furent Hitchin' a Ride, Redundant et Nice Guys Finish Last. Malgré le succès de Good Riddance (Time of Your Life), l'album ne se vendit qu'à 2 millions d'exemplaires aux États-Unis et à 5 millions travers le monde. Le groupe fit la même année une apparition dans un épisode du dessin animé King of the Hill.
À l'été 2000, Green Day décide de participer pour la première fois de son existence au Vans Warped Tour, le festival punk itinérant américain, où ils obtiennent un bon accueil de la part du public. À l'automne sort Warning:. L'album présente une grande recherche musicale, dans un style qui est qualifié par certains de « punk-folk », avec des textes un peu plus existentiels, parlant de foi, d'espoir et faisant une certaine critique sociale. Warning: reçoit des réactions partagés de la part des fans et des critiques,, certains étant habitués au son plus pop punk de leurs albums précédents. Le premier extrait, Minority, obtint un certain succès, mais l'album ne se vend qu'à 500 000 exemplaires aux États-Unis et le groupe semble intéresser de moins en moins de gens. Certains commencèrent à se questionner sur le futur de Green Day.
En 2001, Reprise sort la compilation de singles International Superhits! et son compagnon vidéo International Supervideos!,, qui regroupaient les singles et les vidéos du groupe sortis depuis Dookie. L'année suivante sort Shenanigans, une compilation des faces B des singles et d'autres raretés du groupe. Durant cette période sans « vrai album », le groupe fit tout de même quelques spectacles et participa notamment à la tournée Pop Disaster Tour avec Blink-182, tournée documentée sur le DVD Riding in Vans With Boys.
En 2003, un groupe new wave dont les cinq membres sont déguisés et masqués fit son apparition. Nommé The Network, le groupe sortit un album, Money Money 2020, sur le label de Billie Joe, Adeline Records. Plusieurs soupçonnaient le groupe n'être nul autre que les membres de Green Day déguisés, les ressemblances vocales et physiques laissant peu de place au doute,,.

### Retour avecAmerican Idiot(2003-2006)

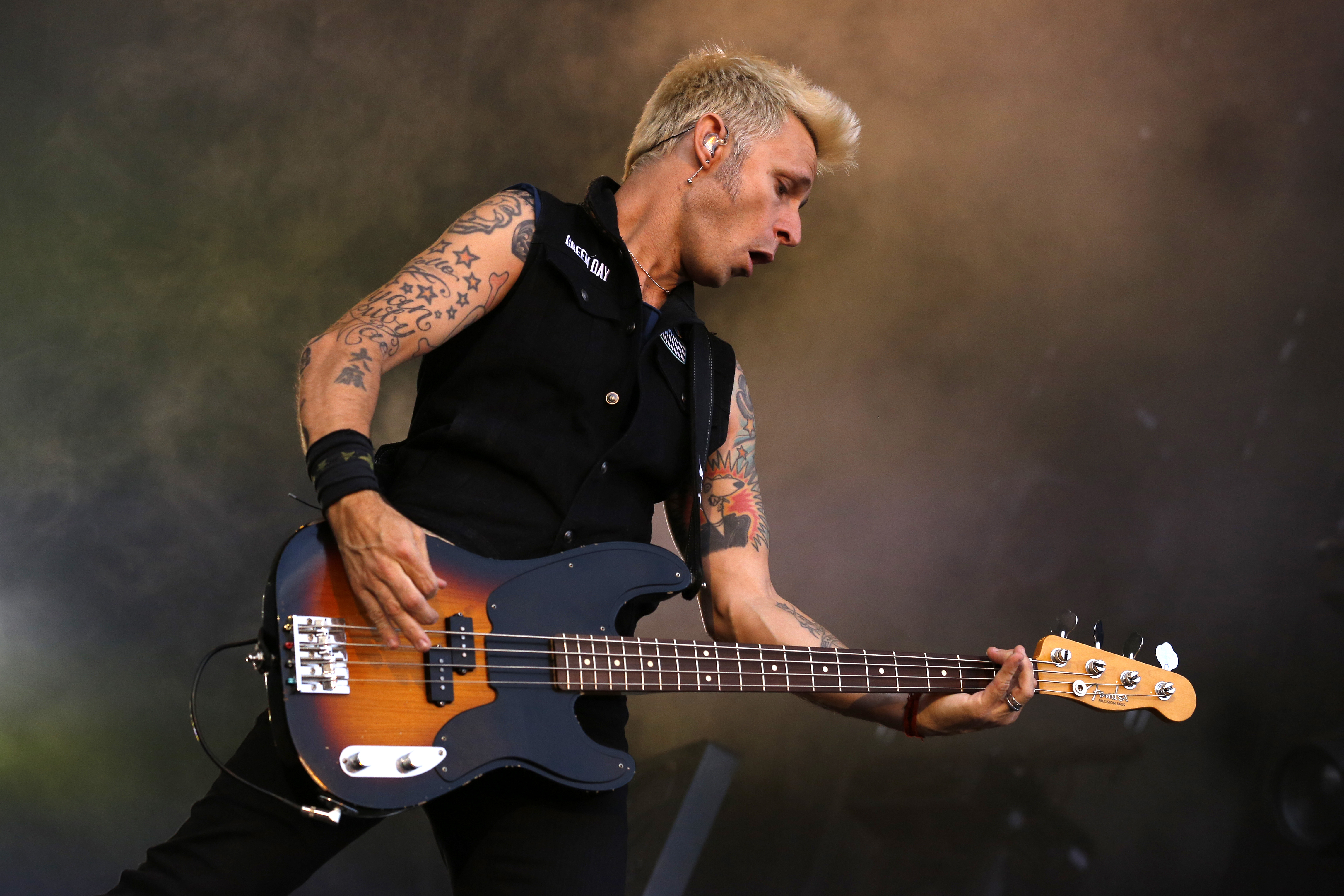
Mike Dirnt.

À l'été 2003, Green Day retourna en studio pour écrire et enregistrer un nouvel album, temporairement intitulé Cigarettes and Valentines. Après avoir complété une vingtaine de chansons, les master tapes de l'album disparurent. Le groupe, qui n'était de toute façon pas vraiment satisfait des nouvelles chansons, décide alors de ne pas tenter de recréer l'album mais d'en composer un nouveau. Entretemps, Green Day participe à deux chansons de l'album Skull Ring d'Iggy Pop, paru en 2003, et sort en février 2004 la chanson I Fought the Law, une reprise d'une chanson qu'avait déjà reprise le groupe punk The Clash. La chanson est mise en vente directement sur l'iTunes Store d'Apple.
À la fin 2004, quatre ans après Warning:, sort finalement le septième album de Green Day, American Idiot. L'album, précédé par son premier single American Idiot (qui obtint un grand succès auprès des radios), se vendit à plus de 250 000 exemplaires lors de sa première semaine de vente et débuta directement au numéro 1 du Billboard. C'était le premier album du groupe à se classer à cette position. Le groupe parla de l'album comme étant son plus ambitieux à ce jour, un « opéra-punk » durant près d'une heure et contenant deux chansons atteignant les 9 minutes (Jesus of Suburbia et Homecoming). Au travers du personnage principal de American Idiot, Jesus of Suburbia, Billie Joe Armstrong voulait refléter la situation dans laquelle vivaient les américains. Les sujets de l'album étaient variés : rébellion, dépression, drogue, amour, joie et rage. L'album raconte l'histoire de Jesus of Suburbia (Jésus de la Banlieue), qui ne supporte plus la société dans laquelle il vit (American Idiot) et qui décide de partir de chez lui (Jesus of Suburbia). Il atterrit sur le boulevard des rêves brisés (Boulevard of Broken Dreams) et rencontre St.Jimmy, son double schizophrène, qui l'initie à la drogue et à une vie de folie (Give Me Novacaine). Puis Jesus rencontre la belle Whatsername (She's a Rebel, Extraordinary Girl) qui le quittera dans Letterbomb. Enfin, St.Jimmy mourra dans Homecoming, et Jesus rentrera chez lui.

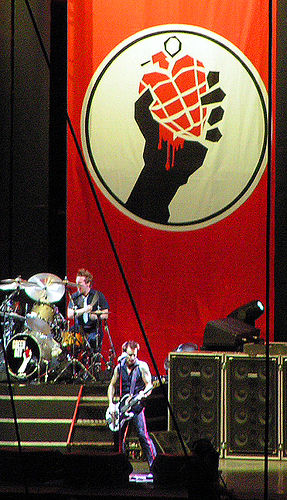
Green Day jouant en soutien à American Idiot, en 2005.

Pour cet album, Green Day fait preuve d'une grande maturité. Les textes ne parlent plus des journées à s'ennuyer de leur adolescence (voir entre autres la chanson Longview et l'album Dookie), mais de choses plus importantes, notamment de politique. C'est vraiment avec American Idiot qu'est sublimé le parcours commencé en 1997 avec Nimrod, ne serait-ce que dans les textes, qui deviennent plus revendicatifs. Au niveau musical, Green Day délaisse un peu sur certains titres ses racines punk et s'oriente vers un son plus pop-rock sur quelques chansons plus lentes comme Are We The Waiting ou encore Wake Me Up When September Ends. L'album se veut aussi un engagement politique contre le président américain de l'époque, George W. Bush. L'album sortit d'ailleurs deux mois avant l'élection présidentielle de 2004 aux États-Unis et le groupe souhaitait que l'album aide à la non-réélection de Bush. Cet engagement politique est particulièrement clair dans les singles American Idiot et Holiday. Le groupe participa aussi au projet Rock The Vote.
L'album American Idiot gagne en 2005 le Grammy du Meilleur album rock. La même année, le groupe remporta 7 de ses 8 nominations lors du gala des MTV Music Awards, incluant le convoité prix du Choix du public. L'album se vendit finalement à 5 millions d'exemplaires aux États-Unis et à plus de 10 millions d'exemplaires à travers le monde et permet à Green Day de redevenir un des groupes rock les plus populaires et reconnus. Pour supporter American Idiot, Green Day fait une tournée de 150 dates, la plus longue de sa carrière, à travers le monde, visitant entre autres le Japon, l'Australie, l'Afrique du Sud et le Royaume-Uni. Le concert qu'ils donnent au Milton Keynes National Bowl en Angleterre attira 130 000 personnes en deux jours et est désigné par les lecteurs du magazine Kerrang! comme « le meilleur show sur Terre ». Le spectacle est filmé et est sorti sur un CD et un DVD appelés Bullet in a Bible en novembre 2005. La tournée d'American Idiot s'achève en décembre 2005 par deux spectacles en Australie.
En 2006, Green Day remporte un troisième Grammy, cette fois pour Boulevard of Broken Dreams. La chanson avait passé 16 semaines au numéro 1 du classement Modern Rock Tracks du Billboard, ce qui égalait un record à l'époque.

### 21st Century Breakdown(2007-2011)

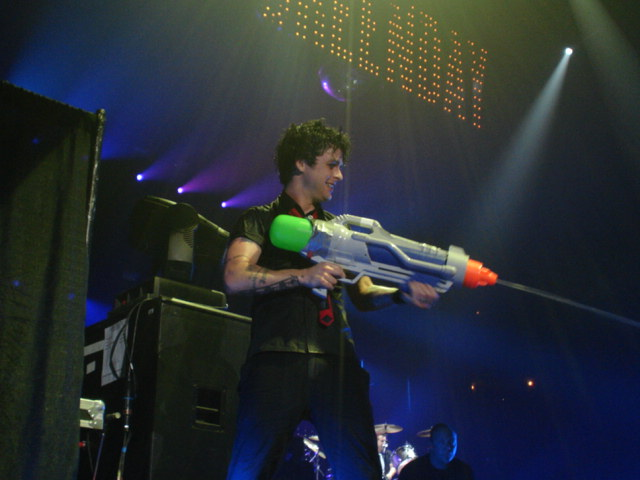
Billie Joe Armstrong.

En septembre 2006, Green Day fait équipe avec U2 et ensemble ils reprirent la chanson The Saints Are Coming du groupe écossais The Skids. Les deux groupes jouèrent la chanson live ensemble au Louisiana Superdome le 25 septembre 2006 lors du retour des Saints de la Nouvelle-Orléans de la NFL à leur domicile après un an d'absence. L'ouragan Katrina ayant sévèrement abîmé le Superdome., les profits de la vente du single allèrent à l'organisme Music Rising, qui ramassait de l'argent afin de remplacer les instruments de musique perdus lors de l'ouragan.
Toujours en 2006, Green Day s'associa avec la NRDC (National Resources Defense Council), une organisation américaine de défense de l'environnement, pour mettre en ligne un site internet, www.greendaynrdc.com, destiné à promouvoir la protection de la planète.
En 2007, Green Day participa à Instant Karma/Make Some Noise: The Amnesty International Campaign to Save Darfur, une compilation de reprises de chansons de John Lennon pour attirer l'attention sur ce qui se passait au Darfour, avec une reprise de Working Class Hero. Au cours de l'été, le groupe fit une apparition dans le film The Simpsons Movie, où ils jouent la chanson thème de l'émission. Un autre groupe sortant de nulle part fait son apparition en décembre 2007 : les Foxboro Hot Tubs. Comme pour The Network, plusieurs soupçonnaient Green Day être derrière ce groupe, même si sa musique se rapprochait plutôt du garage rock des années 1960. Après quelques mois de doutes, Green Day avoua être les Foxboro Hot Tubs. L'album Stop Drop and Roll!!! sortit en mai 2008 aux États-Unis et le groupe fit une tournée dans des petites salles de la Californie et des États voisins.
Le trio californien commence à travailler sur le successeur d'American Idiot dès janvier 2006. L'album, intitulé 21st Century Breakdown, ne sort finalement qu'en mai 2009. Produit cette fois-ci par Butch Vig (producteur entre autres de Nevermind de Nirvana et des deux premiers albums de The Smashing Pumpkins), 21st Century Breakdown est annoncé par le groupe comme étant encore plus ambitieux que American Idiot et raconte encore une fois une histoire, celle de Christian et de Gloria. Billie Joe a décrit son style comme étant plus power-pop. Le premier single, Know Your Enemy est sorti à la fin avril 2009. Le deuxième single fut 21 Guns, sorti à la fin juin 2009, suivi par East Jesus Nowhere, 21st Century Breakdown et Last of the American Girls. 21st Century Breakdown se serait vendu en moins d'un an à plus de 4 250 000 exemplaires à travers le monde. Green Day remporte le prix de « meilleur artiste rock » au gala des MTV Europe Music Awards 2009. En décembre 2009, dans un sondage réalisé par le magazine américain Rolling Stone auprès de ses lecteurs, Green Day est élu meilleur groupe de la décennie, American Idiot meilleur album de la décennie et Boulevard of Broken Dreams meilleur single de la décennie,,.
Le 30 janvier 2010, Green Day remporte le Grammy Award du « meilleur album rock » pour l'album 21st Century Breakdown. En juin 2010 sort le jeu vidéo Green Day: Rock Band. Green Day est le deuxième groupe, après les Beatles, à avoir leur propre jeu vidéo Rock Band. En mars 2011 sort l'album live Awesome as F**k. L'album fut enregistré durant la tournée mondiale du groupe en 2009 et 2010 et inclut un DVD de leur concert au Saitama Super Arena, au Japon.

### ¡Uno!,¡Dos!et¡Tré!(2012-2014)

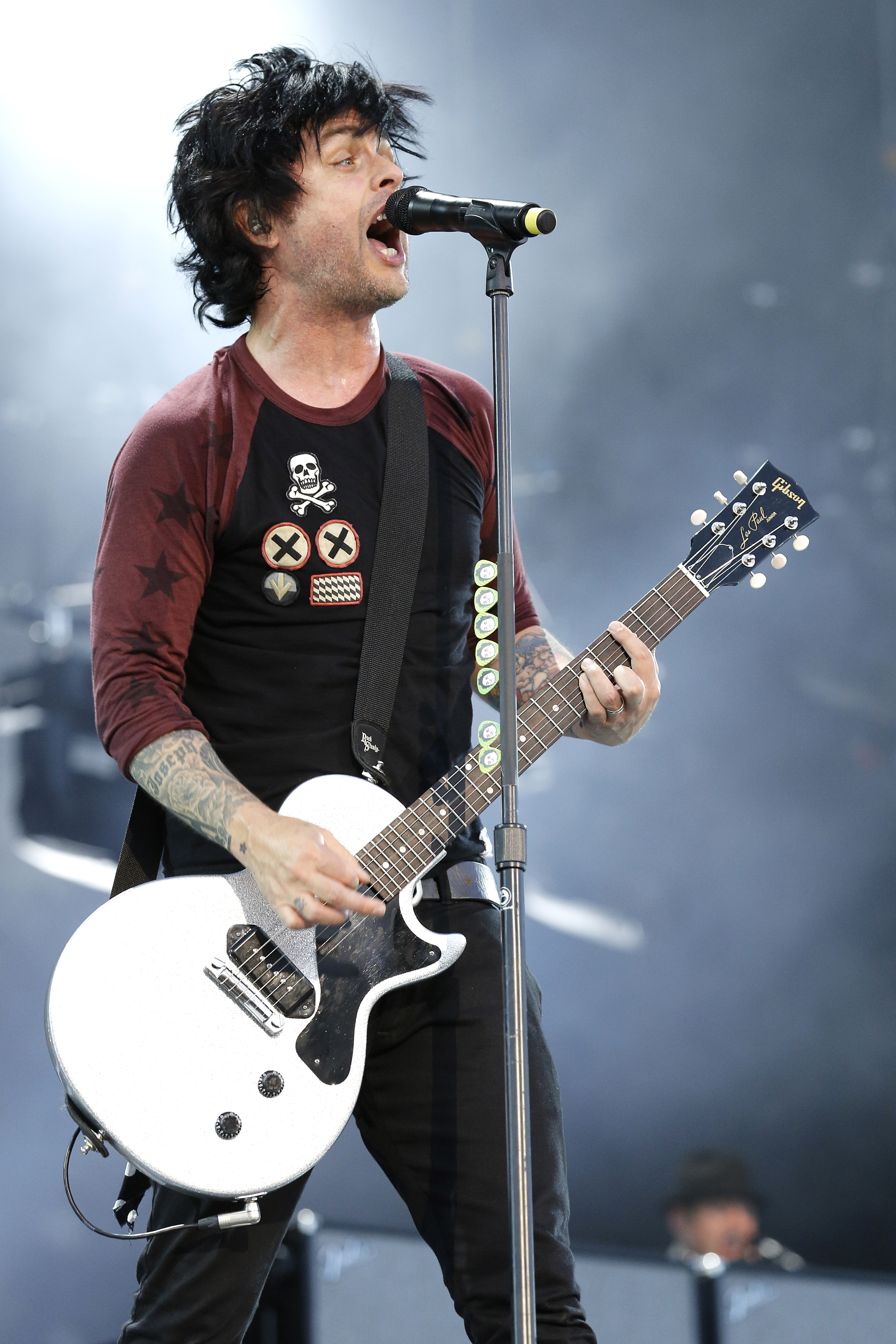
Billie Joe Armstrong, en concert en 2013.

Billie Joe Armstrong annonce le 14 février 2012 que le groupe est en studio pour enregistrer un nouvel album. Les enregistrements sont prolifiques, le groupe écrivant environ soixante-dix chansons et en enregistrant une quarantaine. Cet enregistrement prolifique permet alors au groupe d'envisager de créer une trilogie, alors qu'il ne s'agissait pas de l'idée de départ. Le groupe décide dès lors de faire trois albums et de les nommer ¡Uno!, ¡Dos! et ¡Tré!, créant ainsi le lien entre eux. Le 12 avril 2012, Green Day annonce la sortie prochaine de ces trois nouveaux albums : ¡Uno! le 25 septembre, ¡Dos! le 13 novembre et ¡Tré! le 15 janvier 2013. Ces derniers contiendront en tout 36 chansons.
Les bandes-annonces des trois albums sont publiées sur la chaîne YouTube du groupe. Sur celle de ¡Uno!, la nouvelle chanson Kill the DJ est utilisée. Sur celle de ¡Dos!, c'est Fuck Time, une chanson de Foxboro Hot Tubs, projet parallèle de Green Day, jouée seulement en live que l'on peut entendre, qui devient alors une chanson de Green Day présente sur l'album. Enfin, sur celle de ¡Tré!, on peut entendre une chanson de l'album, 99 Revolutions. Green Day annonce que la chanson Oh Love est choisie comme premier single de la trilogie. Il sort le 16 juillet 2012 uniquement en téléchargement sous le label Reprise Records, et est diffusé sur la chaîne YouTube du groupe le même jour. Deux mois après, ¡Uno! sort sur le label Reprise Records.
Il est à noter que Jason White, guitariste de tournée du groupe depuis 1999, est crédité sur les 3 albums et est officiellement un membre à part entière du groupe.
Le 21 septembre, Green Day donne un concert à l'iHeartRadio Music Festival de Las Vegas. Alors que le groupe doit jouer 45 minutes, on lui annonce au bout d'une demi-heure, au beau milieu de Basket Case, qu'il ne lui reste plus qu'une minute à jouer avant de devoir laisser la place à Usher, l'organisation du concert ayant pris du retard. Étant totalement ivre sur scène, Billie Joe Armstrong s'énerve violemment et insulte l'organisation avant de casser sa guitare et de quitter la scène. Le lendemain, le site officiel du groupe émet un communiqué dans lequel il s'excuse et indique qu'Armstrong a été conduit en cure de désintoxication. Cette affaire contraint le groupe à suspendre ses concerts en pleine sortie du premier album de la trilogie. Le 29 octobre 2012, alors que d'autres dates de concerts ont été reportées, la date de sortie de ¡Tré! a été avancée au 10 décembre 2012 pour s'excuser auprès des fans.
Le groupe commence sa tournée, baptisée 99 Revolutions Tour, le 10 mars 2013 et joue plusieurs concerts en Amérique du Nord jusqu'au 18 avril. Il part ensuite pour une tournée européenne du 22 mai au 13 juillet 2013. Après la sortie de la trilogie ¡Uno!, ¡Dos! et ¡Tré! le groupe décide de réaliser un DVD, intitulé ¡Cuatro!, qui contient le making-of des trois albums qui est sorti le 26 août 2013. Dans le cadre du Record Store Day, le groupe décide de sortir un album de démos, Demolicious, regroupant 18 titres des sessions de la trilogie, dont une chanson exclusive (State of Shock) et la version acoustique de Stay the Night. L'album de démos est sorti le 19 avril 2014 en vinyle, CD et cassette.

### Revolution Radio(2015-2018)
Peu après l'introduction de Green Day au Rock and Roll Hall of Fame (le 1er mai 2015), le chanteur du groupe Bilie Joe Armstrong annonce la sortie d'un prochain album sans toutefois s'avancer sur la date de sortie. « il y a vraiment une bonne énergie. On a toujours été plutôt à fond. Avant qu'on sache ça, j'avais déjà écrit quelques chansons et tout le monde était super enthousiaste. Et ensuite on a entendu parler de cette histoire de Rock And Roll Hall of Fame et on était hallucinés. Ouais, je veux dire, on va prendre notre temps. On va pas essayer de trop essayer et de forcer avec cet honneur, parce que je veux faire de la musique qui vient vraiment de quelque part et qui soit inspirée. Pas juste parce qu'on a reçu cette distinction ou quelque chose du genre, parce qu'on respecte la musique. On veut travailler sur les morceaux et faire un super album. »
Le 16 novembre 2015, Jason White quitte le groupe à la suite d'un cancer de la gorge diagnostiqué mais reste en tant que guitariste de tournée. Le groupe décide de continuer à trois membres. 1er août 2016, Billie Joe Armstrong annonce sur les réseaux sociaux que le premier single du nouvel album s'intitulera "Bang Bang".
Le 11 août 2016, le single Bang Bang est dévoilé en même temps que la pochette, le nom et la date de sortie du nouvel album : celui-ci se nommera Revolution Radio et sera dans les bacs le 7 octobre 2016. Le Revolution Radio Tour est annoncé officiellement le 6 septembre 2016. Il comportera 114 dates. La tournée démarrera fin septembre aux États-Unis (12 dates annoncées jusqu'à fin octobre) puis reprendra en Europe début janvier (17 dates annoncées jusqu'à début février). Le groupe fera à cette occasion escale à l'AccorHotels Arena de Paris le vendredi 3 février 2017. Il se rendra ensuite en Amérique du Nord (24 dates jusqu'à début avril) puis en Australie et en Nouvelle-Zélande (9 dates jusqu'à la mi-mai). Le groupe retourna en Europe en juin-juillet pour les festivals d'été (16 dates jusqu'à début juillet dont une au Download Festival français à Brétigny-sur-Orge). Il se rendra à nouveau (et pour la dernière fois en 2017) en Amérique du Nord (26 dates jusqu'à la mi-septembre). Pour finir, le groupe passera en Amérique du Sud (9 dates annoncés jusqu'au 19 novembre).
Revolution Radio, deuxième extrait de l'album éponyme, est dévoilé en avant-première le matin du 8 septembre 2016 sur le iTunes Store néo-zélandais. Le soir-même, la chanson accompagnée d'une lyric video est dévoilée officielle du groupe. Le groupe dévoile Still Breathing, troisième extrait de l'album, sur YouTube le 22 septembre 2016.
Le 11 octobre 2017, Green Day annonce la sortie d'un second best-of (le premier étant International Superhits) intitulé Greatest Hits : God's Favourite Band contenant 20 chansons de tous les albums à l'exception de 39/Smooth ainsi que deux nouveaux morceaux : Ordinary World avec Miranda Lambert, et Back in the USA.

### Father of All..etHella Mega Tour(2019-2022)
Le 10 septembre 2019, Green Day annonce officiellement via les réseaux sociaux le Hella Mega Tour, un projet de tournée internationale aux côtés des groupes Weezer et Fall Out Boy. Les trois groupes, au style musical similaire, font la tête d'affiche de cette "mega tournée", et ont pour première partie The Interrupters. Les dates de l’événement s'étendent de mars à août 2020, dont un concert prévu en France le 13 juin à L'U Arena. Par la même occasion, chacun des trois groupes a également annoncé la sortie d'un nouvel album et en ont dévoilé un premier single : pour Green Day, il s'agit du titre éponyme Father of All Motherfuckers. Peu après, le groupe dévoile Ready, Fire, Aim, deuxième single issu de ce treizième album, dont la sortie est attendue pour le 7 février 2020. Ce second titre est dévoilé au public le 9 octobre, dans une vidéo avec deux stars de la ligue de hockey, Sidney Crosby et Alex Ovechkin.  Le clip sera diffusé juste avant le match des New Jersey Devils et des Philadelphia Flyers, pour être ensuite utilisé lors de la Wednesday Night Hockey sur NBCSN et sur d’autres diffusions de NHL de la chaîne NBC pendant la saison 2019-2020.
En 2021, le groupe sort trois singles : Pollyanna, Here Comes The Shock et Holy Toledo !. Ce dernier fait partie de la bande originale du film Mark, Mary & Some Other People (en) de Hannah Marks,.
En 2021 et 2022, le groupe part en tournée en Amérique du Nord et en Europe. Ils partagent la scène avec les groupes Fall out Boy et Weezer. Ils effectuent une quarantaine de dates dont un passage à Paris par la Défense Arena en Juillet 2022, dernière date de la tournée.

### Saviors et anniversaires de Dookie et American Idiot(depuis 2023)
Durant l'année 2021 et 2022, le groupe postent plusieurs vidéos sur les réseaux sociaux montrant le groupe en studio pour enregistrer un nouvel album, d'abord nommé 1972 (année de naissance des trois membres). Durant l'été 2023, au Festival d'été de Québec à Québec, le groupe joue pour la première fois un titre inédit, 1981, qui figure sur leur prochain album intitulé Saviors.
Le 24 octobre 2023, le groupe annonce la sortie de son 14e album Saviors pour le 19 janvier 2024 et sort le single The American Dream Is Killing Me accompagné d'un clip inspiré de l'esthétique des films noirs. Le deuxième single de l'album Look Ma, No Brains sort le 2 novembre 2023. Il s'agit du premier album à être produit par Rob Cavallo depuis ¡Tré!, dernier album de la trilogie[réf. souhaitée]. Les singles suivants Dilemma et One Eyed Bastard sortent respectivement le 5 Décembre et 5 Janvier. Le cinquième et dernier single Bobby Sox, sort avec la sortie de l'album le 19 Janvier. En Avril 2024, 3 mois après sa sortie, l'album s'est vendu à 250 000 exemplaires dans le monde et 108 000 aux Etats-Unis.
La tournée mondiale "The Saviors Tour" est annoncée le 2 Novembre 2023 avec 17 dates en Europe et 26 dates en Amérique du Nord. L'année 2024 marquera également les 30 ans et 20 ans des albums Dookie (sorti en 1994) et American Idiot (sorti en 2004). Les deux albums seront joués dans leurs entièreté lors des dates hors festivals. Le groupe passera par l'Accor Arena de Paris le 18 Juin 2024.

## Style musical et influences

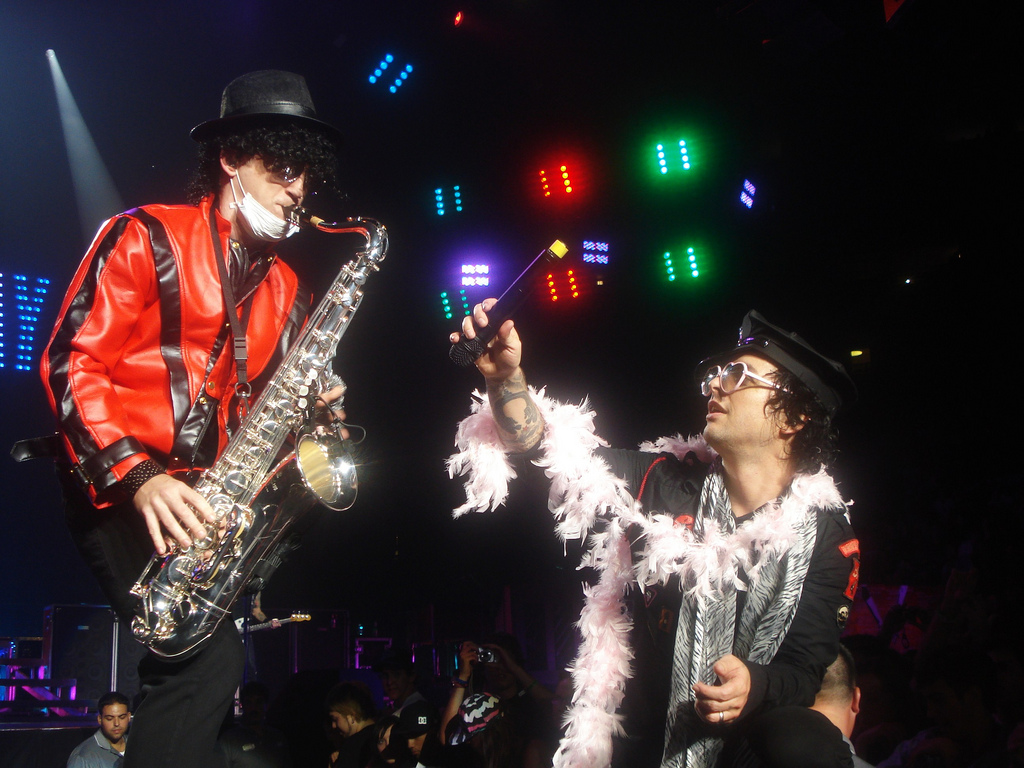
Le groupe Green Day en 2009.

Le son de Green Day est souvent comparé à celui des groupes de la première vague punk de la fin des années 1970 (entre autres  The Ramones, The Clash, les Sex Pistols, The Buzzcocks, Stiff Little Fingers et The Jam). La majorité de leurs chansons ont un tempo rapide et durent entre deux et quatre minutes. Quelques-unes des influences du groupe sont Hüsker Dü, The Replacements, les Dead Kennedys, Operation Ivy, The Beatles, The Who, Cheap Trick, U2, Queen et The Ramones. Ils ont d'ailleurs repris la chanson Outsider de ces derniers pour l'album-hommage We're a Happy Family, sorti en 2001, et joué les chansons Teenage Lobotomy, Rockaway Beach et Blitzkrieg Bop lors de l'introduction des Ramones au Temple de la renommée du rock and roll en 2002. Ils ont aussi repris I Don't Want to Know If You Are Lonely d'Hüsker Dü (sur une des versions du single de la chanson Warning), Knowledge de Operation Ivy (sur leur premier album), I Fought the Law, une chanson que The Clash avaient eux-mêmes repris en 1978 (la version de Green Day est en vente sur Internet) et deux chansons de The Who (My Generation sur l'EP Sweet Children et A Quick One, While He's Away en bonus sur la version iTunes de l'album 21st Century Breakdown).

### Documentaires
- 2013 : ¡Cuatro!
- 2015 : Heart Like a Hand Grenade